# پابلو ردوندو
پابلو ردوندو (انگلیسی: Pablo Redondo؛ زادهٔ ۱۷ آوریل ۱۹۸۲) بازیکن فوتبال اهل اسپانیا است.
از باشگاه‌هایی که در آن بازی کرده‌است می‌توان به باشگاه فوتبال هرکولس، باشگاه فوتبال آلباسته بالومپیه، باشگاه خیمناستیک تاراگونا، باشگاه فوتبال ختافه، باشگاه فوتبال خرز، و باشگاه فوتبال والنسیا اشاره کرد.